# 毎日広告社
株式会社毎日広告社（まいにちこうこくしゃ）は日本の広告代理店。愛称はマイコー (MAIKO)。毎日新聞社のグループ会社である。

## 概要
総合広告代理店として、毎日新聞だけでなく、各新聞、電波媒体、衛星放送・CS放送、大型ビジョン、雑誌、SP等を扱う。
オリジナルメディアとして、渋谷の屋外大型ビジョンなどがある。
各都道府県にある、「○○毎日広告社」とはほとんど関係はない。

## 沿革
- 1948年　毎日新聞専属代理店として発足
- 1966年　本社をパレスサイドビルディングに移転
- 2003年　株式会社毎日広告社・株式会社有楽通信社が合併、株式会社毎日広告社として発足
- 2004年　千葉支社設立
- 2005年　大阪分室開設
- 2008年　多摩武蔵野支社 開設
- 2017年　とうきょう支社 開設　多摩武蔵野支社を営業所に改編

## オリジナル商品
- 毎日フォーラム　-　政策情報誌

## 事業所等
- とうきょう支社
- 多摩武蔵野営業所
- 名古屋支社
- 千葉支社